# 岐阜県道207号各務原美濃加茂線

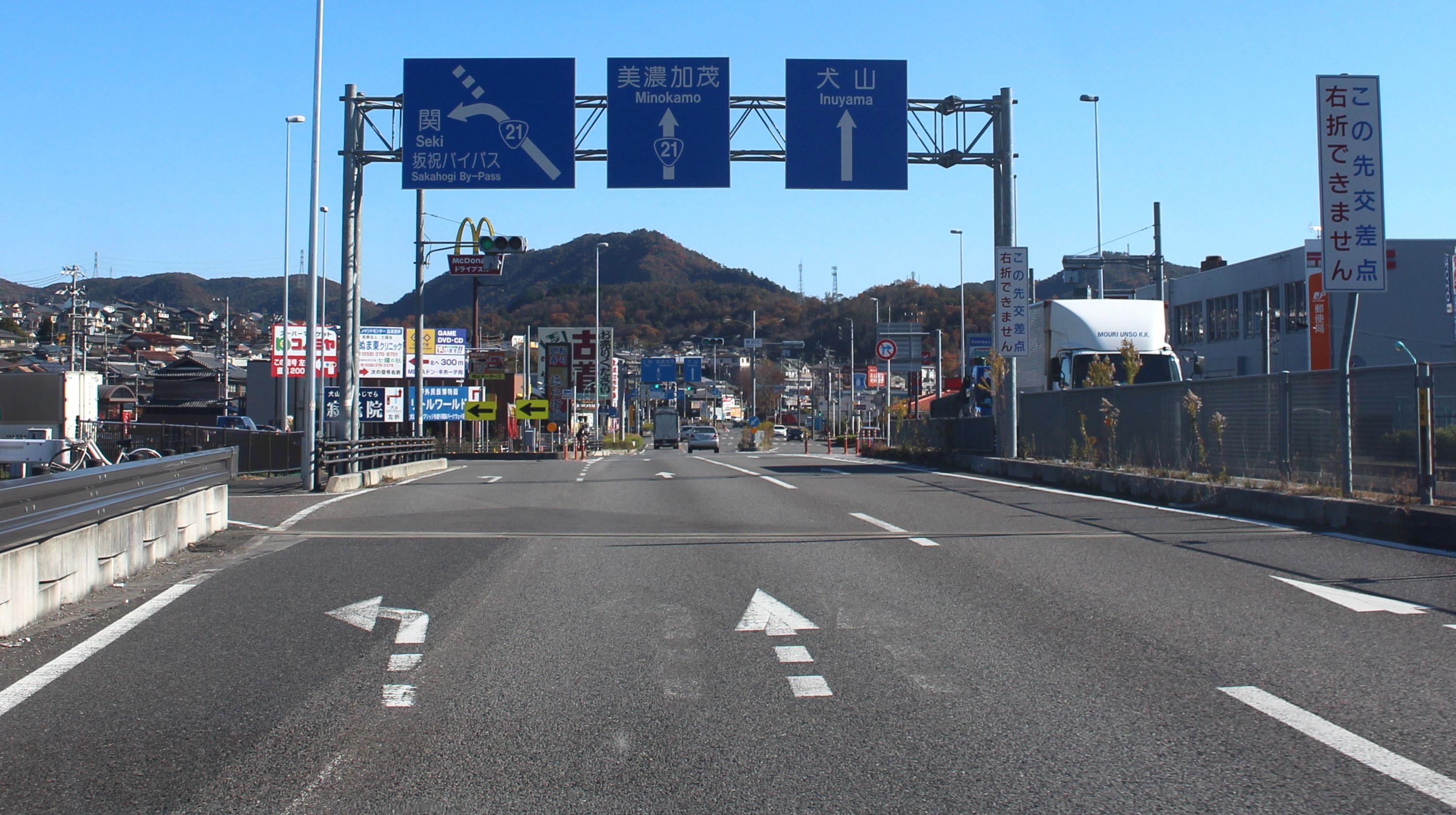
鵜沼バイパスであった2015年（平成27年）12月当時の鵜沼ICの案内板

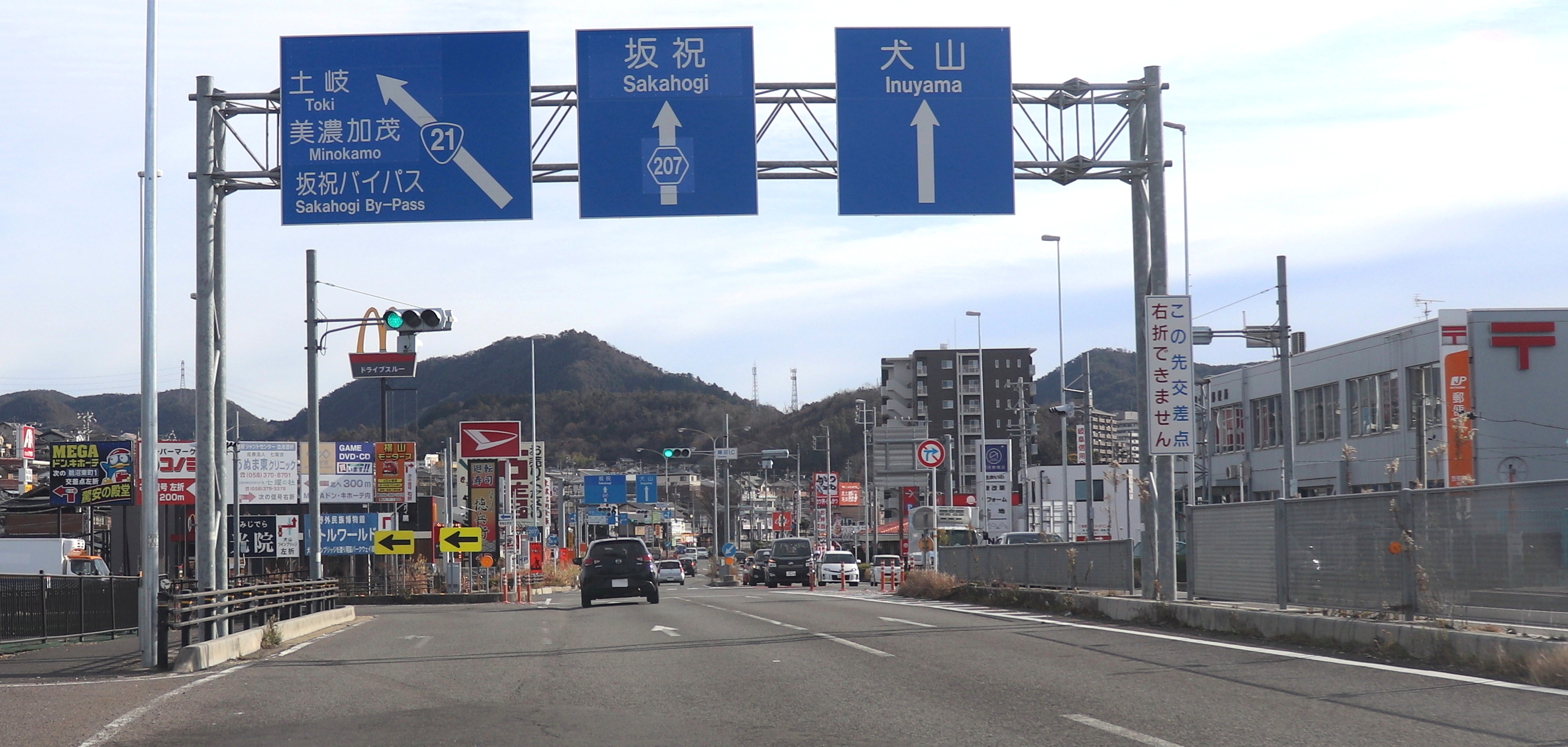
起点となる鵜沼IC交点（2018年（平成30年）12月撮影）

岐阜県道207号各務原美濃加茂線（ぎふけんどう207ごうかかみがはらみのかもせん）は、岐阜県各務原市から加茂郡坂祝町を経由して美濃加茂市に至る岐阜県の一般県道である。かつては国道21号の一部だった。

## 概要
国道21号の旧道で、坂祝バイパスと並行する現道区間を2018年（平成30年）4月1日に国土交通省から岐阜県へ移管したものである。
鵜沼IC交差点と鵜沼東町交差点の間は、かつて鵜沼バイパスの一部であった区間で、片側2車線である。

### 路線データ
- 起点：各務原市鵜沼東町1丁目91番1（鵜沼IC交差点）[2][3]
- 終点：美濃加茂市御門町2丁目字赤池上314番1（新太田橋交差点）[2][4]
- 重要な経過地：加茂郡坂祝町[1]
- 延長：12,363m[3][4]
- 幅員：8.5m - 115.0m[3][4]

## 沿革
- 2018年（平成30年）3月31日：認定され[1]、供用開始の告示を受ける[5][6]。
- 2018年（平成30年）4月1日：国土交通省の指定から外れ、岐阜県管理となる[2]。

## 地理

### 通過する自治体
- 各務原市 - 加茂郡坂祝町 - 美濃加茂市

### 接続する道路
各務原市
- 国道21号 鵜沼バイパス・坂祝バイパス（鵜沼IC交差点）[2]
- 岐阜県道27号春日井各務原線（鵜沼東町交差点）

加茂郡坂祝町
- 岐阜県道346号富加坂祝線（勝山西交差点）

美濃加茂市
- 国道41号 名濃バイパス（太田本町4交差点）
- 岐阜県道347号蜂屋太田線（太田本町1交差点）
- 国道21号（国道248号重複：新太田橋交差点）[2]
- 岐阜県道371号美濃加茂川辺線（同上）[2]